# Santa Elena d'Àger
Santa Elena d'Àger és una antiga ermita d'Àger (Noguera) inclosa a l'Inventari del Patrimoni Arquitectònic de Catalunya.

## Descripció
Antiga ermita amb absis semicircular i volta de canó rebaixada, molt modificada en la darrera restauració. La coberta de lloses de pedra i teula àrab ha estat substituïda per unes plaques d'uralita a dues vessants sobre la volta, esfondrada. La porta amb arc rebaixat està protegida pel porxo, dues finestres i dues bancades d'obra als laterals. Els murs són de carreus reblats, arrebossats i blanquejats a la façana principal

## Història
1970. Es conserva la tipologia original.
Una creu de ferro presideix el carener a l'entrada.